# Plawangan (Kragan)
Plawangan is een bestuurslaag in het regentschap Rembang van de provincie Midden-Java, Indonesië. Plawangan telt 4296 inwoners (volkstelling 2010).